# Миодраг Јањушевић
Миодраг Јањушевић Сутин (Београд, 7. јун 1941. — Београд, 5. новембар 1979.) био је српски сликар.

## Биографија
Миодраг Јањушевић је 1957. године, са непуних 17 година, уписао Ликовну академију у Београду, где је дипломирао 1964. Следеће године завршио је магистарске студије у класи професорке Љубице Цуце Сокић. Школске 1963-1964 године, на петој години студија, добио је Прву награду за слику "Птица" на Југословенској изложби студената завршне године одсека сликарства, ликовних академија Београда, Загреба и Љубљане. По завршетку студија постао је члан УЛУС-а. а 1966. излаже на УЛУС-овој изложби.
1971. године на изложби "НОБ у делима ликовних уметника Југославије" добија Другу награду за слику "Предах". Излагао је на Октобарским салонима, Пролећним и Јесењим изложбама УЛУС-а. На 63. изложби УЛУС-а (1980), постхумно је изложена једна његова слика. 1989. на изложби "Уметници Прве београдске гимназије", био је изложен његов акрилик на картону. Те године је захваљујући залагању породице, формиран "Фонд магистра Миодрага Јањушевића" из кога се сваке године, у време годишње изложбе студената, додељује награда (по оцени жирија састављеног од наставника ФЛУ). Исте године у јулу је направљена и комеморативна изложба посвећена Миодрагу Јањушевићу, у галерији ФЛУ, у Београду.